# Douglas Rodríguez
Douglas Rodríguez Gardiola, född 3 juni 1950, död i maj 2012 i Havanna, var en kubansk boxare som tog OS-brons i flugviktsboxning 1972 i München.